# Хартия труда (Италия)
«Хартия труда» (итал. Carta del Lavoro) — акт, изданный Большим фашистским советом в Италии 21 апреля 1927 года.
Хартия труда является одним из ключевых документов фашизма: он выражает социальные принципы, основанные на этике национал-синдикализма и фашистской экономической политики.
«Хартия труда» формулировала основные принципы переустройства государства на корпоративных началах, имевшего целью усиление и расширение вмешательства фашистского государства в отношения между рабочими и работодателями с целью предотвращения социальных конфликтов.
Декларируя заботу фашистского государства об интересах всех классов общества, «Хартия труда» содержала также и ряд пунктов, касавшихся социального законодательства — охраны труда, борьбы с профессиональными заболеваниями, охраны материнства и детства, пенсионного обеспечения и так далее.

## История
Основой для принципов, которые были заложены в Хартию труда, стал ряд документов, хартий и манифестов, получивших распространение в протофашистской среде. Это прежде всего Конституция Республики Фиуме — Хартия Карнаро (ит. Carta del Carnaro), Программа Сан-Сеполькро, представленная на площади Сан-Сеполькро в Милане 23 марта 1919 г. и опубликованная в газете Il Popolo d'Italia на следующий день, а также Манифест Итальянского союза борьбы от 6 июня 1919 г. В значительной степени большее место корпоративные элементы, при полном отказе от либерально-демократических, получили, впрочем, в законодательстве Итальянской социальной республики и фашистской концепции органической демократии в этот период.

## Создание Хартии труда
Документ был составлен и подготовлен к обсуждению первый раз 6 января 1927 года в рамках Конфедерации работников и работодателей. Несмотря на то, что документ был направлен на преодоление классовой борьбы и на совместные действия в рамках трудовых отношений, его принятие вызвало споры с обеих сторон. В результате Большой фашистский совет был вынужден изменить некоторые положения документа. Так, в частности, отклонялось положение об установлении минимальной зарплаты по профессиям, но принимались положения, носящие характер социального страхования: о пособии по безработице после увольнения или сохранении рабочего места в случае болезни.
Текст, подготовленный Карло Костамагна, был пересмотрен и исправлен Альфредо Рокко, а затем утверждён на заседании Большого фашистского совета 21 апреля 1927 года. Хотя он и не имел силу закона или постановления, а Большой фашистский совет в то время не был государственным органом, являясь партийным органом, документ был напечатан в официальном печатном издании итальянского королевства Gazzetta Ufficiale 27 апреля.